# Gianercole Salvi
Gianercole Salvi (fl. XX secolo) è stato un velocista e giavellottista italiano.

## Biografia
Nel 1913 fu campione italiano assoluto dei 400 e 800 metri piani, mentre si aggiudicò la medaglia d'argento nel lancio del giavellotto e nella staffetta 4×440 iarde.
Nel 1914 vinse i titoli nazionali nel lancio del giavellotto e nella staffetta 4×400 metri, nella quale portò il record italiano a 3'39"1/5 insieme ai compagni della Virtus Atletica Bologna.
Dopo la sospensione dei campionati a causa dello scoppio della prima guerra mondiale, Salvi tornò a vincere nel 1919, quando conquistò le medaglie d'oro ai campionati italiani assoluti nei 200 e 400 metri piani.

## Record nazionali
- Staffetta 4×400 metri: 3'39"1/5 ( Milano, 27 settembre 1914), con Vittorio Costa, Colombo, Franco Giongo

## Progressione

### 200 metri piani
| Stagione | Tempo  | Luogo  | Data       | Rank. Ita. |
| -------- | ------ | ------ | ---------- | ---------- |
| 1919     | 24"2/5 | Milano | 11-10-1919 | 6º         |

### 400 metri piani
| Stagione | Tempo  | Luogo          | Data       | Rank. Ita. |
| -------- | ------ | -------------- | ---------- | ---------- |
| 1919     | 53"0   | Arma di Taggia | 31-8-1919  | 8º         |
| 1914     | 51"2   | Budapest       | 13-6-1914  | 2º         |
| 1913     | 51"1/5 | Milano         | 20-9-1913  | 1º         |
| 1912     | 52"3/5 | Bologna        | 13-10-1912 | 5º         |

### 800 metri piani
| Stagione | Tempo    | Luogo  | Data      | Rank. Ita. |
| -------- | -------- | ------ | --------- | ---------- |
| 1913     | 2'06"1/5 | Milano | 21-9-1913 | 4º         |

### Salto in lungo
| Stagione | Misura | Luogo   | Data      | Rank. Ita. |
| -------- | ------ | ------- | --------- | ---------- |
| 1919     | 6,28 m | Parigi  | 30-6-1919 | 4º         |
| 1913     | 6,33 m | Bologna | 2-11-1913 | 5º         |

### Lancio del giavellotto
| Stagione | Misura  | Luogo  | Data       | Rank. Ita. |
| -------- | ------- | ------ | ---------- | ---------- |
| 1919     | 33,60 m | Milano | 11-10-1919 | 6º         |
| 1914     | 37,41 m | Milano | 26-9-1914  | 1º         |
| 1913     | 35,27 m | Milano | 21-9-1913  | 3º         |

### Lancio del giavellotto stile libero
| Stagione | Misura  | Luogo   | Data      | Rank. Ita. |
| -------- | ------- | ------- | --------- | ---------- |
| 1913     | 42,00 m | Bologna | 2-11-1913 | 15º        |

## Campionati nazionali
- 1 volta campione italiano assoluto dei 200 metri piani (1919)
- 2 volte campione italiano assoluto dei 400 metri piani (1913, 1919)
- 1 volta campione italiano assoluto dei 800 metri piani (1913)
- 1 volta campione italiano assoluto del lancio del giavellotto (2014)

1913
- Oro ai campionati italiani assoluti, 400 m - 51"1/5
- Oro ai campionati italiani assoluti, 800 m - 2'06"1/5
- Argento ai campionati italiani assoluti, lancio del giavellotto - 35,27 m
- Argento ai campionati italiani assoluti, staffetta 4×440 iarde - 3'47"2/5 (con Ottavio Gibertini, Ciro Pizzolato, Franco Giongo)

1914
- Oro ai campionati italiani assoluti, lancio del giavellotto - 37,41 m
- Oro ai campionati italiani assoluti, staffetta 4×400 metri - 3'39"1/5

1919
- Oro ai campionati italiani assoluti, 200 m - 24"2/5
- Oro ai campionati italiani assoluti, 400 m - 54"0